# لیندا کیانی
لیندا کیانی (زادهٔ ۲۳ شهریور ۱۳۵۹) بازیگر اهل ایران است. او بازیگری را در کلاس‌های آموزشی آموخته است و با مجموعهٔ تلویزیونی ساعت شنی (۱۳۸۶) شناخته شد. او برای بازی در فیلم ضد (۱۴۰۰) نامزد سیمرغ بلورین بهترین بازیگر نقش مکمل زن جشنواره فیلم فجر شد و برای ۱۹۶۸ (۱۴۰۳) این جایزه را دریافت کرد.

## زندگی و کار
لیندا کیانی ۲۳ شهریور ۱۳۵۹ در آبادان متولد شد. وی دارای یک خواهر و چهار برادر است. او دورهٔ کارشناسی ارشد فلسفه را در دانشگاه مفید گذرانده است. کیانی با شخص ناشناخته‌ای ازدواج کرده و در سال ۱۴۰۱ صاحب یک فرزند پسر و یک دختر شد. او در این باره گفت: «سه قلو باردار بودم، اما یکی فوت کرد».

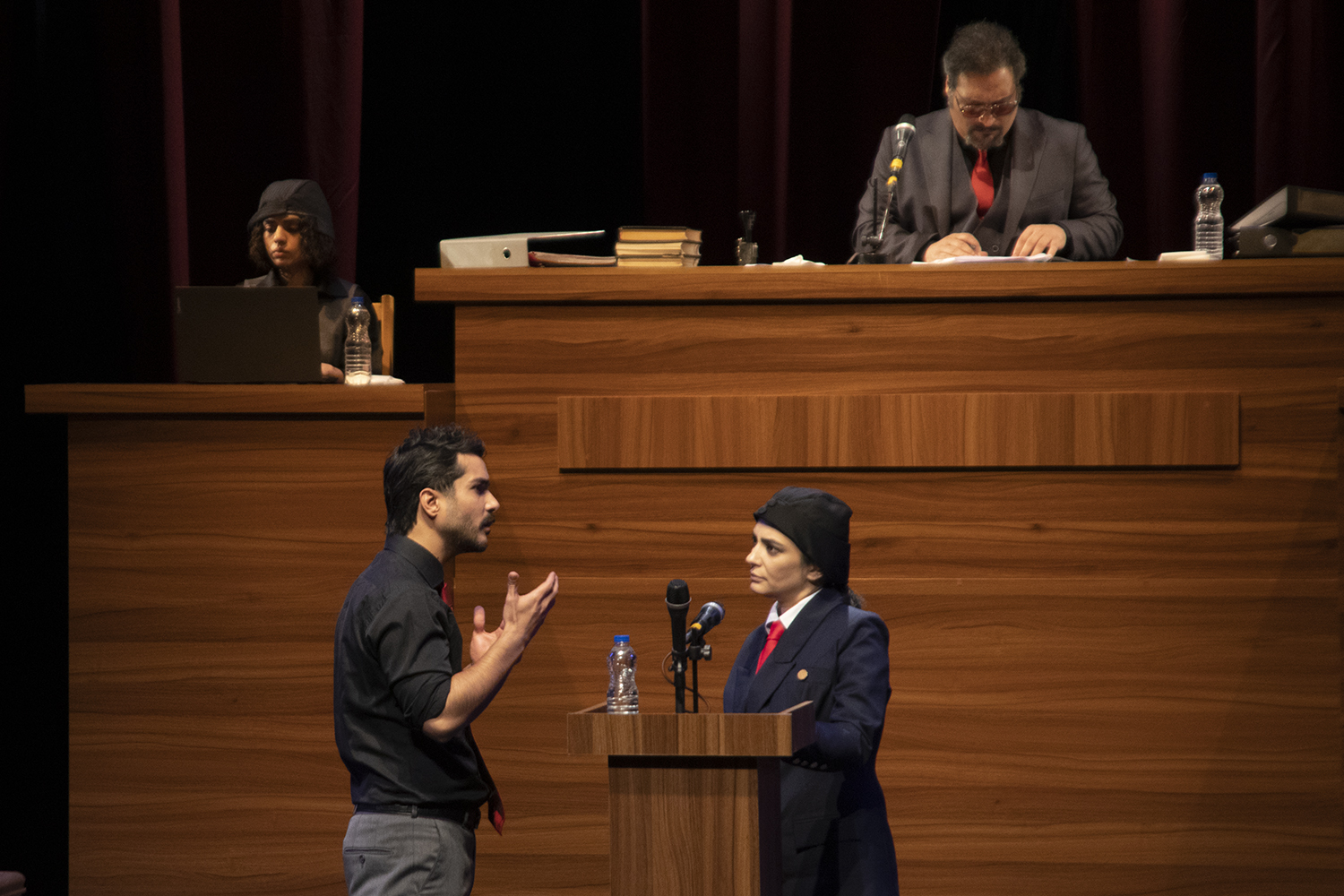
لیندا کیانی و ساعد سهیلی در تئاتر «ترور» - اسفند ۱۴۰۳

کیانی فعالیت‌های هنری را با شرکت در دوره‌های آموزش بازیگری در کلاس‌های آموزشی تحت نظارت محمدرضا شریفی‌نیا و آزیتا حاجیان آغاز کرد. پس از این دوره، در کلاس‌های آموزشگاه بازیگری حمید سمندریان و کلاس‌های فن بیان مهتاب نصیرپور شرکت کرد. با معرفی شریفی‌نیا، کیانی به جمع بازیگران مجموعهٔ تلویزیونی ساعت شنی (۱۳۸۶) پیوست و با ایفای نقش مهتاب، توجه علاقه‌مندان را به بازی و توانایی‌های خود جلب کرد.

## فیلم‌شناسی

### سینمایی
| سال  | عنوان                  | نقش | کارگردان               |
| ---- | ---------------------- | --- | ---------------------- |
| ۱۴۰۳ | ۱۹۶۸                   |     | امیرمهدی پوروزیری      |
| ۱۴۰۳ | بازی خونی              |     | حسین میرزامحمدی        |
| ۱۴۰۱ | چرا گریه نمی‌کنی؟       |     | علیرضا معتمدی          |
| ۱۴۰۰ | ضد                     |     | امیرعباس ربیعی         |
| ۱۴۰۰ | پریسان                 |     | کامبیز بابایی          |
| ۱۳۹۹ | صحنه‌زنی                |     | علیرضا صمدی            |
| ۱۳۹۹ | منصور                  |     | سیاوش سرمدی            |
| ۱۳۹۸ | مرده خور               |     | صادق صادق دقیقی        |
| ۱۳۹۸ | مورچه خوار             |     | شاهد احمدلو            |
| ۱۳۹۸ | بازیوو                 |     | امیرحسین قهرایی        |
| ۱۳۹۷ | دیدن این فیلم جرم است! |     | رضا زهتابچیان          |
| ۱۳۹۷ | پالتو شتری             |     | مهدی علی میرزایی       |
| ۱۳۹۷ | زعفرانیه ۱۴ تیر        |     | علی هاشمی              |
| ۱۳۹۷ | چشم‌وگوش بسته           |     | فرزاد مؤتمن            |
| ۱۳۹۶ | خجالت نکش              |     | رضا مقصودی             |
| ۱۳۹۵ | اکسیدان                |     | حامد محمدی             |
| ۱۳۹۵ | انزوا                  |     | مرتضی علی عباس میرزایی |
| ۱۳۹۵ | ماجرای نیمروز          |     | محمدحسین مهدویان       |
| ۱۳۹۳ | گاو زخمی               |     | سعید دولت‌خانی          |
| ۱۳۸۸ | ناسپاس                 |     | حسن هدایت              |
| ۱۳۸۷ | آقای هفت‌رنگ            |     | شهرام شاه حسینی        |

### مجموعه تلویزیونی
| سال     | عنوان         | نقش | کارگردان          | توضیحات            |
| ------- | ------------- | --- | ----------------- | ------------------ |
| ۱۳۸۳    | گارد ساحلی    |     | محسن شاه‌محمدی     | شبکه سه            |
| ۱۳۸۶    | ساعت شنی      |     | بهرام بهرامیان    | شبکه یک            |
| ۱۳۸۷    | روز حسرت      |     | سیروس مقدم        | شبکه یک            |
| ۱۳۸۸    | رستگاران      |     | سیروس مقدم        | شبکه سه            |
| ۱۳۹۰    | وضعیت سفید    |     | حمید نعمت‌الله     | شبکه سه            |
| ۱۳۹۰    | تا ثریا       |     | سیروس مقدم        | شبکه یک            |
| ۱۳۹۱    | پایتخت ۲      |     | سیروس مقدم        | شبکه یک نوروز ۱۳۹۲ |
| ۱۳۹۲    | ماتادور       |     | فرهاد نجفی        | شبکه یک            |
| ۱۳۹۲    | مهرآباد       |     | فرید سجادی حسینی  | شبکه پنج           |
| ۱۳۹۳    | سال‌های ابری   |     | مهدی کرم‌پور       | شبکه دو            |
| ۱۳۹۳    | مدینه         |     | سیروس مقدم        | شبکه یک            |
| ۱۳۹۴    | نفس گرم       |     | محمدمهدی عسگرپور  | شبکه یک            |
| ۱۳۹۴    | پشت بام تهران |     | بهرنگ توفیقی      | شبکه یک            |
| ۱۳۹۵    | دورهمی        |     | مهران مدیری       | شبکه نسیم          |
| ۱۳۹۵    | کشیک قلب      |     | حسین مهکام        | شبکه یک            |
| ۱۳۹۵    | چرخ فلک       |     | عزیزالله حمیدنژاد | شبکه یک            |
| ۱۳۹۵–۹۶ | پرستاران      |     | علیرضا افخمی      | شبکه یک            |
| ۱۳۹۶    | دلدادگان      |     | منوچهر هادی       | شبکه سه            |
| ۱۴۰۳    | هزار و یک     |     | فریدالدین نیکجو   | شبکه نسیم          |

### اجرا
| سال  | عنوان | شبکه پخش‌کننده | محتوا                        |
| ---- | ----- | ------------- | ---------------------------- |
| ۱۳۹۷ | شیرزن | آپارات        | گفتگو با ورزشکاران زن ایرانی |

### شبکه نمایش خانگی
| سال  | عنوان       | نقش        | کارگردان                  |
| ---- | ----------- | ---------- | ------------------------- |
| ۱۳۹۸ | مانکن       | ژیلا       | حسین سهیلی‌زاده            |
| ۱۴۰۰ | آنها        | بازیگر     | میلاد جرموز، مهدی آقاجانی |
| ۱۴۰۰ | میدان سرخ   | سیمین      | ابراهیم ابراهیمیان        |
| ۱۴۰۱ | شب‌های مافیا | بازیکن     | سعید ابوطالب              |
| ۱۴۰۱ | خون‌سرد      | لیلا کریمی | امیرحسین ترابی            |

### تئاتر
| سال  | عنوان       |
| ---- | ----------- |
| ۱۳۹۳ | گسترده سکوت |
| ۱۳۹۵ | یافت آباد   |
| ۱۳۹۷ | زهرماری     |
| ۱۳۹۸ | عروس مردگان |

## جایزه
- بهترین بازیگر زن برای فیلم سایه از جشنواره فیلم یاس
- بهترین بازیگر زن برای فیلم دو شب و سه روز از جشنواره فیلم یاس
- جایزه بهترین بازیگر زن را از دوازدهمین جشنواره فیلم‌های ایرانی سانفرانسیسکو آمریکا برای فیلم کوتاه کلاس رانندگی
- بهترین بازیگر نقش مکمل زن برای فیلم مرده‌خور از جشنواره جهانی فیلم دهلی نو[۵]
- نامزد بهترین نقش مکمل زن برای فیلم ضد در چهلمین جشنواره فیلم فجر
- برنده سیمرغ بلورین بهترین بازیگر نقش مکمل زن چهل و سومین جشنواره فیلم فجر برای ۱۹۶۸ (۱۴۰۳)